# Chrysopelea
A Chrysopelea a hüllők (Reptilia) osztályának pikkelyes hüllők (Squamata) rendjébe, ezen belül a siklófélék (Colubridae) családjába tartozó nem.

## Rendszerezés
A nembe az alábbi 5 faj tartozik ide:
- Chrysopelea ornata
- Chrysopelea paradisi
- Chrysopelea pelias
- Chrysopelea rhodopleuron
- Chrysopelea taprobanica